# Coluche
Coluche, egentligen Michel Colucci, född 28 oktober 1944 i Paris, död 19 juni 1986 i Opio (nära Nice i sydöstra Frankrike), var en fransk komiker och skådespelare.

## Biografi

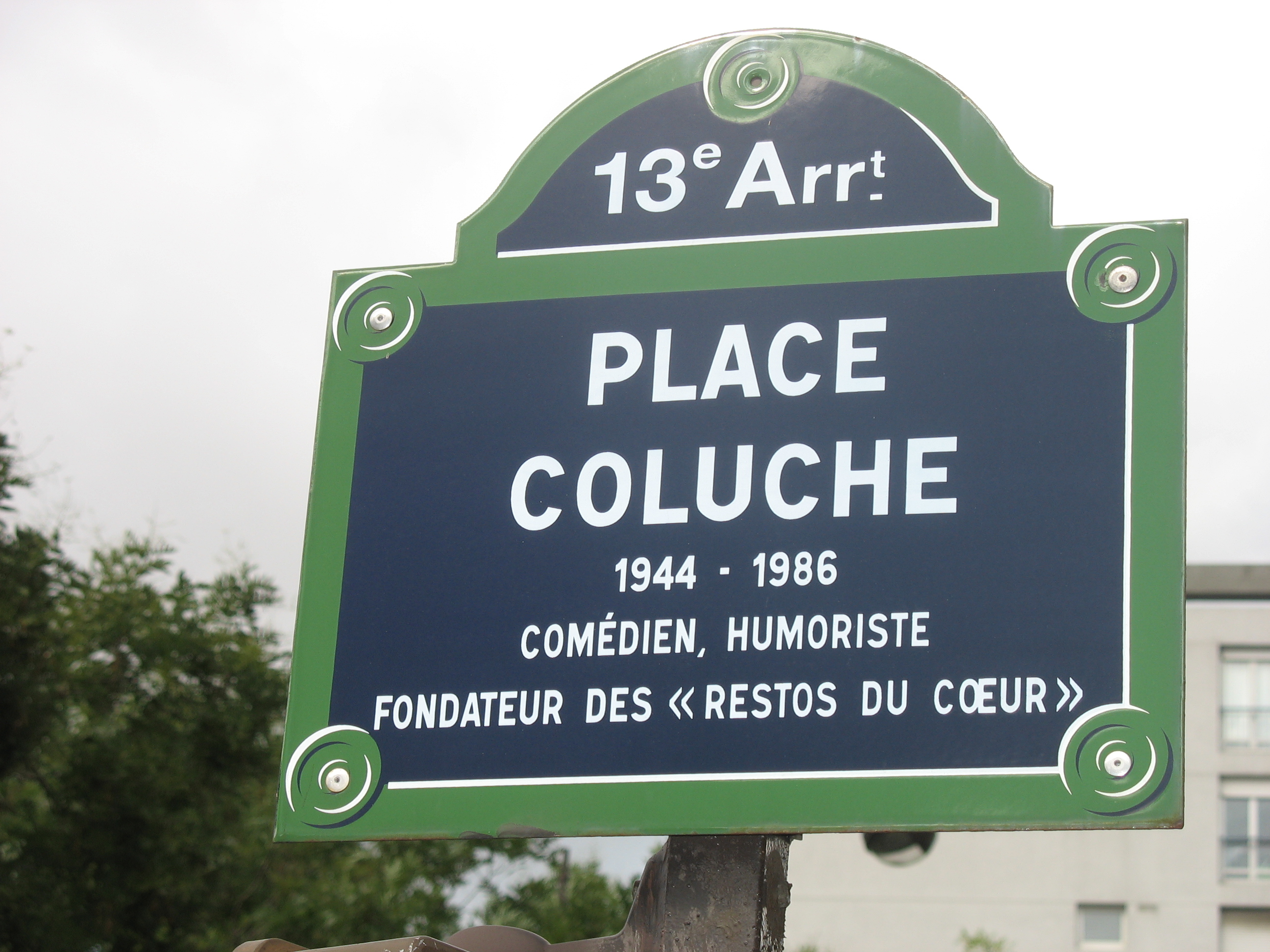
Place Coluche i Paris trettonde arrondissement.

Coluche hade en fattig uppväxt då hans far, som var invandrare från Italien, dog 41 år gammal av polio och hans mor arbetade i en blomsterhandel.
Hans karriär som ståuppkomiker startade 1969 och tog fart under 1970-talet. Med sina sketcher blev han Frankrikes främste representant för en ny typ av humor, som karakteriserades av respektlöshet för institutioner och tung användning av svordomar.
Han spelade i en rad komedifilmer, varav de mest framgångsrika blev L'Aile ou La cuisse (En fluga i soppan, 1976, med Louis de Funès), Inspecteur la Bavure (1980, med Gérard Depardieu), Le Maître d'école (1981), Deux heures moins le quart avant Jésus-Christ (1982) och Banzaï (1983). Men det blev för sin roll i dramafilmen Tchao, pantin! att han belönades med Césarpriset för bästa manliga huvudroll 1984.
År 1980 ställde han upp som kandidat till presidentvalet i Frankrike 1981. Det som var till början ett skämt blev så småningom taget på allvar, när opinionsmätningar visade att han skulle få en betydande del av rösterna. I januari 1981, Ifops prognoser var : Valéry Giscard d'Estaing 32% ; François Mitterrand 18% ; Georges Marchais 14,5% ; Coluche 11% ; Jacques Chirac 8%. Coluche utsattes för hot och pressades på att dra tillbaka sin kandidatur, vilket han gjorde i mars 1981.
År 1985 grundade han Les restaurants du cœur, en hjälporganisation som bistår fattiga människor i Frankrike med fri mat. Trettio år senare har organisationen serverat mer än en miljard måltider. Pengarna samlas bland annat genom Les Enfoirés-konserter som organiseras varje år.
Coluche hade en passion för motorsport. Han deltog i Dakarrallyt och slog, på en Yamaha 750 OW 31, FIM rekord i 1000 meter med rullande start. 1986 dog han i en trafikolycka, då han körde sin Honda 1100 VFC. Samma år dog en annan mycket populär (och ung) fransk humorist, Thierry Le Luron.
Coluche var gift två gånger och fick två söner.